# AIDC AT-3 Tzu Chung
De AIDC AT-3 Tzu Chung (Chinees: 自強; pinyin: Zìqiáng; Engels: "Self Reliance") is een geavanceerde jettrainer die wordt geëxploiteerd door de luchtmacht van de Republiek China (ROCAF). Een totaal van tweeënzestig vliegtuigen werden vervaardigd door de Aerospace Industrial Development Corporation van Taiwan in samenwerking met de Amerikaanse vliegtuigfabrikant Northrop tussen 1984 en 1990. Er werden ook twee A-3 single-seat aanvalsversies gebouwd.

## Ontwerp en ontwikkeling
Het ontwerp van de geavanceerde straaltrainer begon in 1975 met een conventionele lage vleugelconfiguratie met een driewieleronderstel, een tandemzitplaats en twee turbofans die in motorgondels aan weerszijden van de romp waren gemonteerd. Nadat het ontwerp in 1978 was goedgekeurd, werden er twee prototypes geproduceerd. Het eerste vliegtuig rolde uit op 17 juli 1980 en maakte zijn eerste vlucht op 16 september 1980. Nadere evaluatie resulteerde in een contract voor 60 AT-3A's voor de ROCAF.
De AT-3 is een low-wing eendekker met een rechte vleugel en een conventioneel plat staartvlak. De AT-3 heeft vijf wapensteunen (een middellijn, twee binnenboord ondervleugels, twee buitenboord ondervleugels) en lanceerrails voor de vleugeltip. Er zijn twee Zero-zero Martin-Baker 10 schietstoelen in de tandem dual-control cockpit van productiemodellen. De achterbank (de instructeurspositie) is 30 cm verhoogd voor een beter zicht over de neus. Er is een zelden gebruikte kleine bommenruimfunctie in het vliegtuig, nu meestal met een extra brandstoftank. AT-3 heeft twee Honeywell/Garrett TFE731-2-2L turbofanmotoren zonder naverbranding, die een totale stuwkracht produceren van 3178 kg (31,1 kN; 7000 lb). Het is in staat om ijzerbommen van verschillende afmetingen, raketpods, AIM-9 Sidewinder-raketten en lokaal geproduceerde TC-1 IR Air-to-air-raketten te vervoeren.

## Operationele geschiedenis
De eerste AT-3A-operator is het Flight Training Command in de ROCAF Academy. In 1988 verving het Thunder Tiger-demonstratieteam zijn F-5E-vliegtuigen door AT-3's. Op 9 september 1989 verving het 35th Combat Squadron (Night Attack) zijn Lockheed T-33 Shooting Star trainers door AT-3's geschilderd in junglekleuren in Zuidoost-Azië. De AT-3's die aan het 35th Combat Squadron (Night Attack) werden geleverd, waren uitgerust met semi-verzonken dubbele 12,7 mm machinegeweren in het bommenruim. Het 35th Squadron verhuisde later om logistieke redenen naar de ROCAF Academy, en nam later in 1999 ontslag toen het vliegtuig werd overgedragen aan het Flight Training Command.
Het vliegtuig werkt zowel als een geavanceerde trainer en voor wapentraining, en alle AT-3's die in dienst zijn bij ROCAF zijn nu geschilderd in de blauwe, witte en rode kleuren van de Thunder Tiger.
De AT-3 heeft van 2001 tot 2006 een midlife-update ondergaan, waardoor het vliegtuig na 2016 kan blijven vliegen.[1]
De XA-3 Lui Meng (vereenvoudigd Chinees: ; traditioneel Chinees: 雷鳴; pinyin: Léimíng) ('Thunder') single-seat aanvalsversie kwam nooit verder dan het prototypestadium. Twee van dergelijke vliegtuigen werden gebouwd, genummerd 901 en 902. Deze vliegtuigen zijn nu met pensioen en worden tentoongesteld. AT-3B #825 wordt uitgeleend aan AIDC. Deze drie vliegtuigen waren in staat om een verkorte versie van de HF-2 door de lucht gelanceerde anti-scheepsraket te vervoeren en waren tijdens de 1995/1996 Derde Straat van Taiwan Crisis klaar voor gevechten met deze versie van de raket. De gewapende tweezits AT-3B-upgrade kwam wel in dienst bij de ROCAF.

## varianten
- AT-3 Max Advanced Trainer Model Display op AIDC Booth
- XA-3 in Chengkungling
- XAT-3 : De eerste twee prototypes met twee zitplaatsen.
- AT-3A: Tweezits geavanceerde straaltrainer, licht aanvalsvliegtuig voor de luchtmacht van de Republiek China. 60 productievliegtuigen werden gebouwd.
- AT-3B: Tweezits grondaanvalsvliegtuig voor de luchtmacht van de Republiek China. 45 van de 60 AT-3A-vliegtuigen zijn gepland voor upgrades naar de AT-3B-standaard, inclusief APG-66T-radar en een head-up display (HUD) als mid-life updateproject. De status is momenteel niet bekend.
- XA-3 (Lei Ming): eenzits grondaanvalsvliegtuig. Er werden twee prototypes gebouwd, maar het programma werd geannuleerd vanwege de prioriteiten op de AIDC F-CK-1 Ching-kuo. Gepensioneerd en tentoongesteld.

## Operators
Taiwan
- Luchtmacht van de Republiek China

## Specificaties
Gegevens van aanvals- en onderscheppingsvliegtuigen

### Algemene karakteristieken
- Bemanning: 2
- Lengte: 12,9 m (42 ft 4 in) (inclusief pitotsonde)
- Spanwijdte: 10,46 m (34 ft 4 in)
- Hoogte: 4,36 m (14 ft 4 inch)
- Vleugeloppervlak: 21,93 m² (236,1 vierkante voet)
- Leeg gewicht: 3.855 kg (8.499 lb)
- Max startgewicht: 7.940 kg (17.505 lb)
- Krachtcentrale: 2 × Honeywell TFE731-2 turbofanmotoren, 15,6 kN (3500 lbf) stuwkracht elk

### Prestatie
- Maximumsnelheid: 904 km / h (562 mph, 488 kn) bij 11.000 m (36.089 ft)
- Bereik: 2.280 km (1.420 mi, 1.230 NMI)
- Dienstplafond: 14.650 m (48.060 ft)

### Bewapening
- Pistolen: 2x 0,50 (12,7 mm) cal machinegeweren in ventrale verpakking, 20 mm kanonhouders
- Hardpoints: Twee vleugeltip pylonen voor lucht-luchtraketten en 5 vleugel en romp hardpoints met een capaciteit van 2720 kg (5.997 lb),
- Raketten: 5 in (127 mm) en 2,75 in (70 mm) rakethouders
- Raketten: Sky Sword I en AIM-9P4 Sidewinder lucht-lucht raketten, HF-2 Mk 2 anti-